# Паправендский мавзолей
Паправендский мавзолей (азерб. Papravənd türbəsi) — мавзолей в селе Паправенд Агдамского района Азербайджана. Построен, согласно азербайджанским исследователям, в XIV веке. Считается уникальным памятником средневековой архитектуры.
Мавзолей был расчищен, обмерен и изучен в июле 1972 года.
С лета 1993 года по 2020 год часть Агдамского района, где расположен мавзолей, контролировалась непризнанной Нагорно-Карабахской Республикой и согласно резолюции Совета Безопасности ООН считалась оккупированной армянскими силами.

## Архитектура
По внешнему абрису мавзолей представляет собой в плане квадрат, а внутри — крестообразный зал. Наружные размеры мавзолея — 5,8X6,0 м, а внутренние — 5,0X5,0 м. Высота стен мавзолея 1,4 м, ширина 0,4 м. Стены мавзолея сложены из известняка.
План мавзолея является характерным для XVI века и относится к группе купольных сооружений. В центральной части он был перекрыт куполом, в ответвлениях — сводами стрельчатого очертания. Переход центрального квадрата к куполу осуществлялся с помощью парусов.
Вход в мавзолей находится с северо-западной стороны и устроен со стороны открытой веранды главного фасада. На трех остальных фасадах с внутренней стороны имеется по небольшой нише размером 0,9х0,95 м и 1,0х1,35 м.
В настоящее время мавзолей находится в полуразрушенном состоянии. На памятнике никаких надписей не сохранилось. Учитывая архитектурно-планировочную структуру здания, строительные особенности купольно-сводчатых конструкций, а также декоративную обработку
стен фасадов, время сооружения памятника относят и к XVI веку.
Аналогичные мавзолеи без перекрытия были зафиксированы также на Апшероне, в Шемахинском и Джебраильском районах республики.